# Salt-n-Pepa
Salt-n-Pepa (Salt’n’Pepa) – amerykańska grupa R&B-hiphopowa założona w 1985.
W 1989 Salt-n-Pepa zostały nominowane do nagrody Grammy w kategorii muzyki rap. W 2025 wprowadzone do Rock and Roll Hall of Fame.

## Dyskografia
| 1986                                                             | Hot, Cool & Vicious - Data: 8 grudnia 1986 - Wydawca: Next Plateau         | 26 | 7  | 58 | 27 | 63 | —  | 41 | —  | —  | —  | - USA: platynowa płyta - CAN: złota płyta           |
| 1988                                                             | A Salt with a Deadly Pepa - Data: 2 sierpnia 1988 - Wydawca: Next Plateau  | 38 | 8  | —  | —  | 40 | 21 | —  | —  | 16 | 19 | - USA: złota płyta - UK: złota płyta                |
| 1990                                                             | Blacks' Magic - Data: 19 marca 1990 - Wydawca: Next Plateau                | 38 | 15 | —  | —  | —  | 65 | —  | —  | —  | 70 | - USA: platynowa płyta                              |
| 1993                                                             | Very Necessary - Data: 12 października 1993 - Wydawca: Next Plateau/London | 4  | 6  | 5  | 13 | 51 | 66 | 27 | 19 | —  | 36 | - USA: 5x platynowa płyta - CAN: 4x platynowa płyta |
| 1997                                                             | Brand New - Data: 21 października 1997 - Wydawca: Red Ant/London           | 37 | 16 | —  | —  | 64 | —  | —  | —  | 23 | —  | - USA: złota płyta                                  |
| "—" album nie był notowany lub nie został wydany w tym regionie. |                                                                            |    |    |    |    |    |    |    |    |    |    |                                                     |